# Emil Bryndač
Emil Bryndač (15. ledna 1894 – 8. června 1967) byl československý fotbalový funkcionář a rozhodčí.

## Kariéra
V československé lize řídil 5 utkání. Podílel se na rozvoji fotbalu na Kladensku a od roku 1923 byl činný ve Středočeské župě fotbalové. Byl členem Sboru českých (později československých) rozhodčích fotbalových, od roku 1919 byl místopředsedou, v letech 1927-1938 předsedou. V letech 1949-1950 byl předsedou odboru kopané ČOS.